# Arachnactis valdiviae
Espèce
Arachnactis valdiviae est une espèce de cnidaires de la famille des Arachnactidae.

## Systématique
Le nom valide complet (avec auteur) de ce taxon est Arachnactis valdiviae Carlgren, 1924.